# Hellmut Gebler

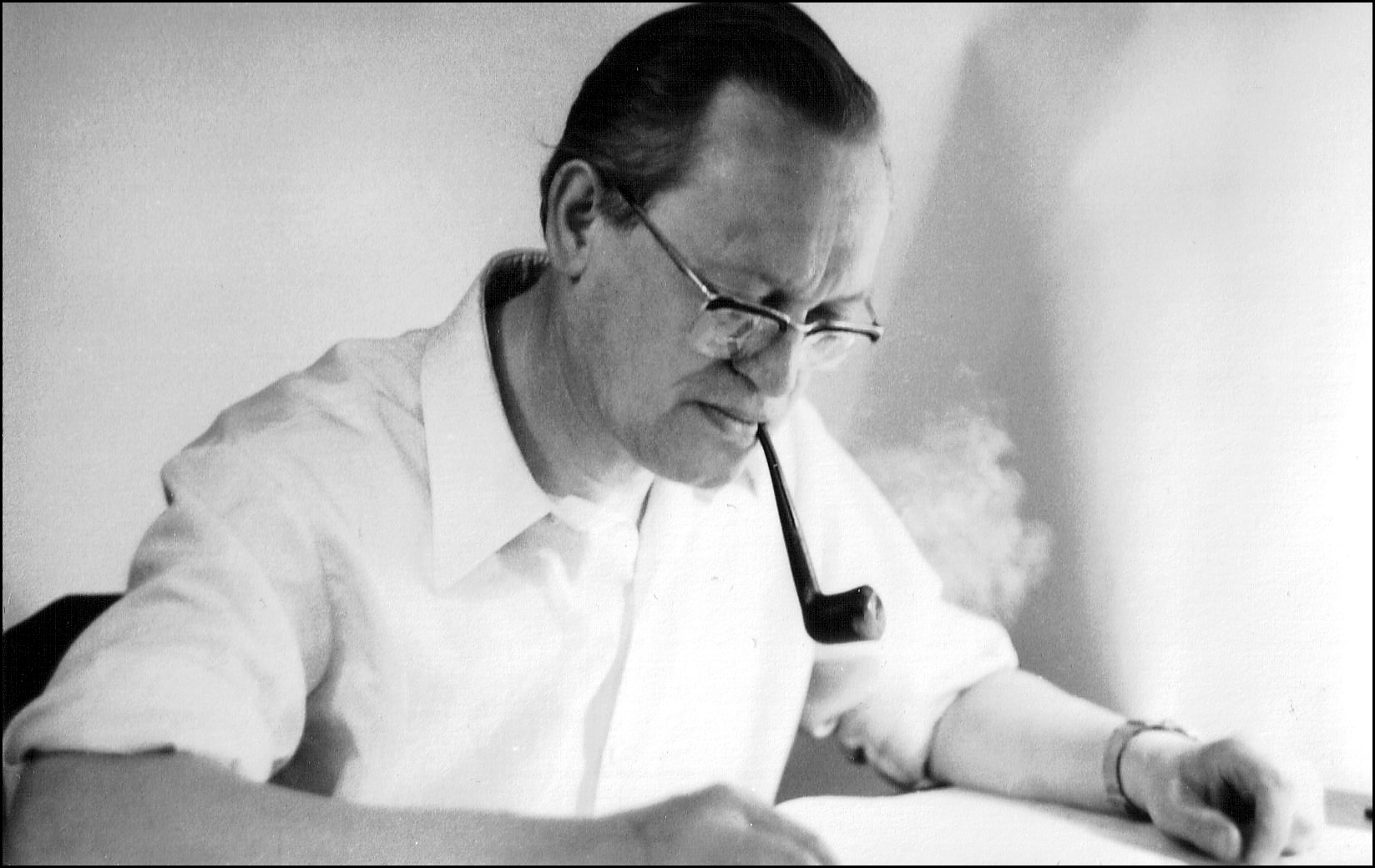
Hellmut Gebler, 1970

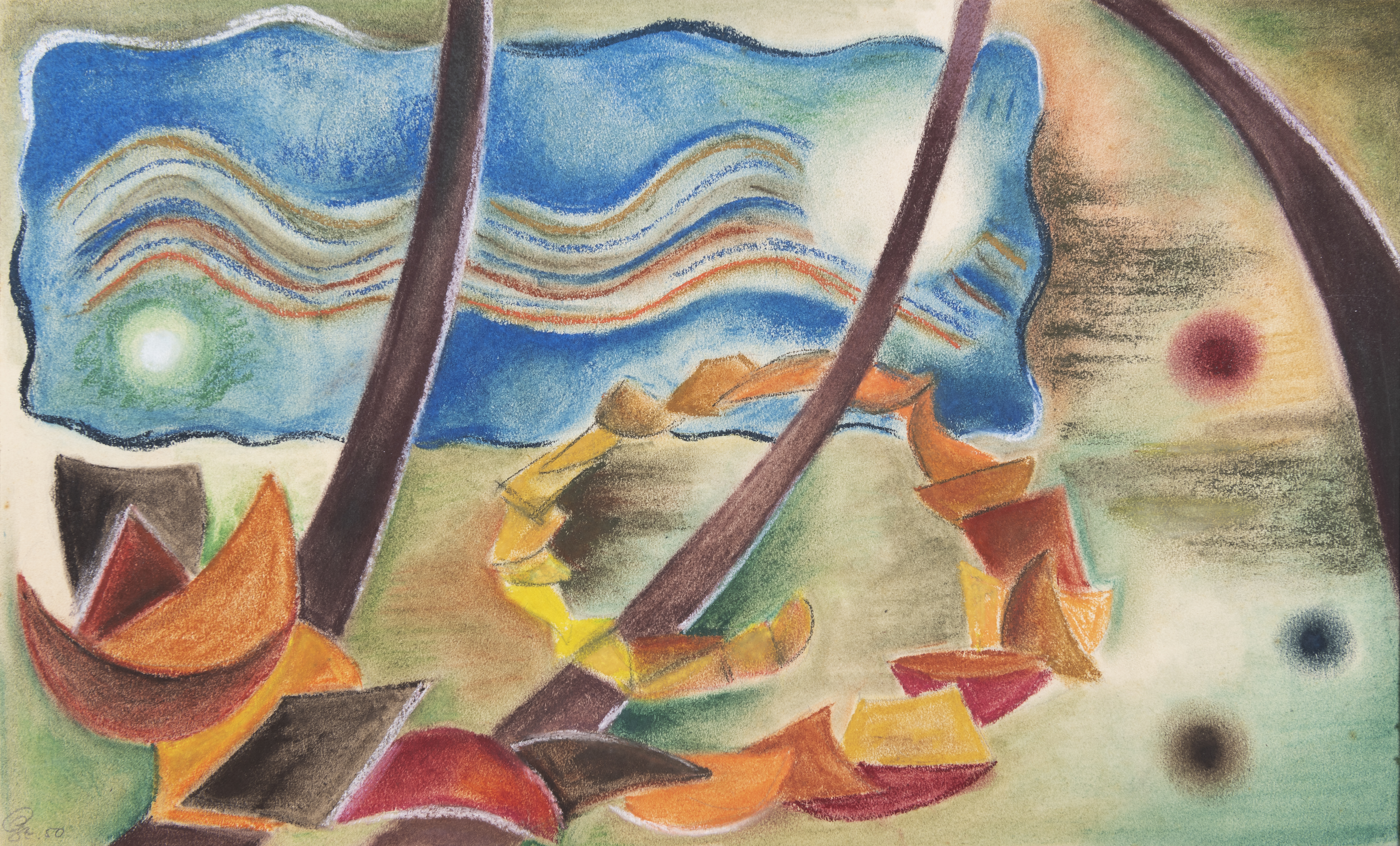
Herbsttag, 1950

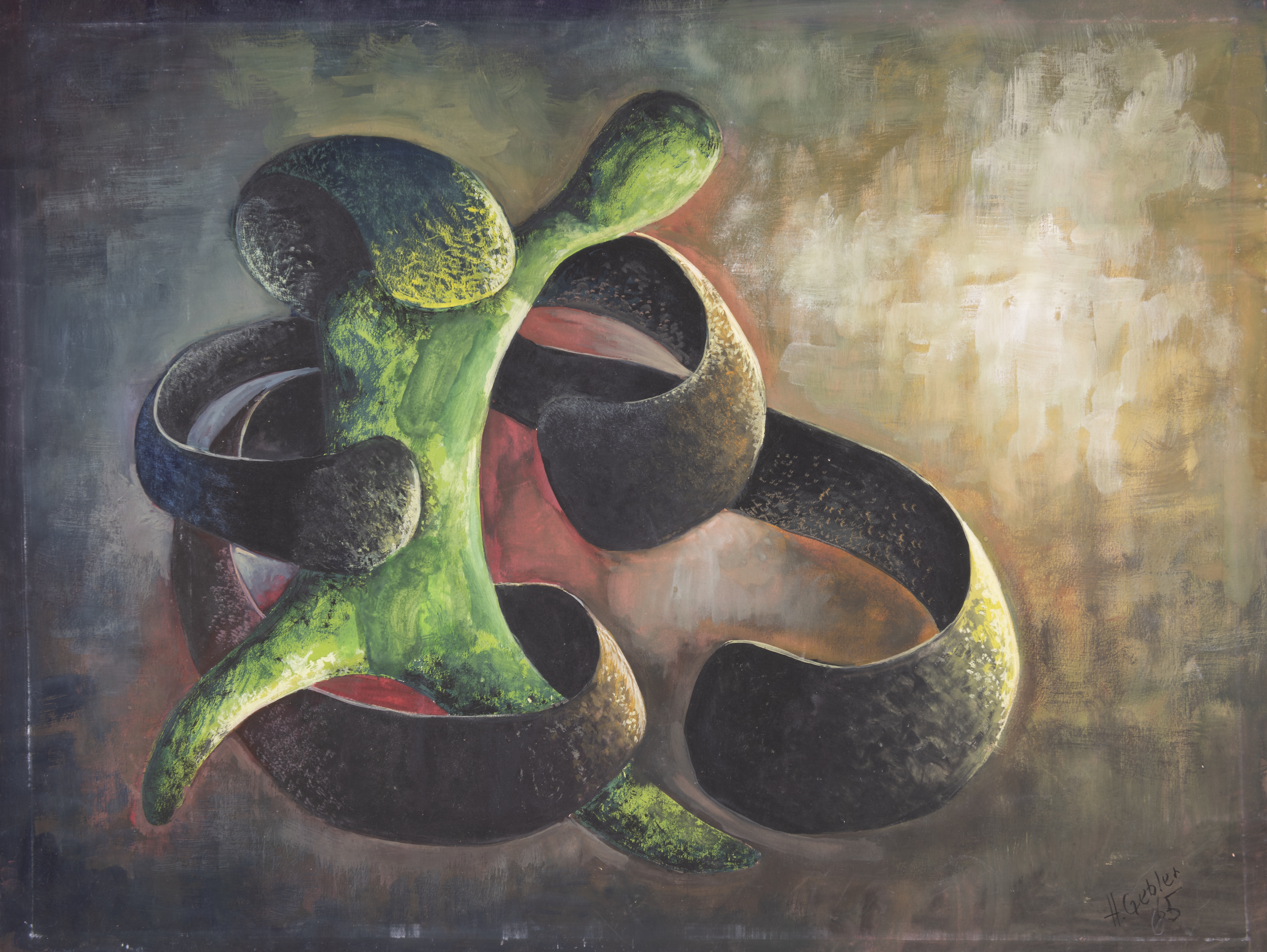
Dunkle Umklammerung, 1965

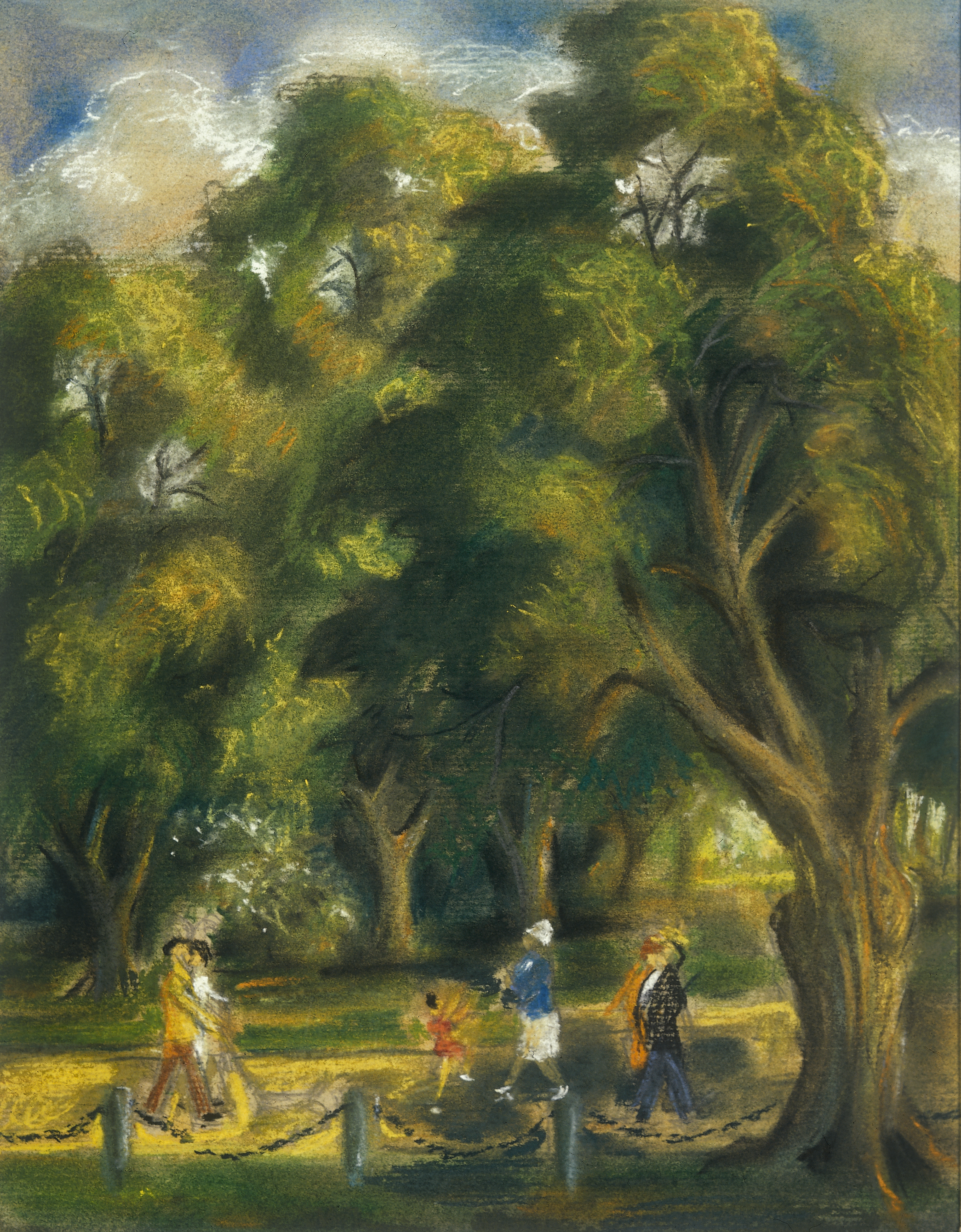
Sonntag im Park, 1985, gestiftet der Kulturstiftung Rügen

Hellmut Gebler (* 3. August 1921 in Bretnig; † 15. September 2000 in Bergen auf Rügen) war ein deutscher Bühnenbildner und Maler.

## Leben
Als erstes Kind des Textilfabrikanten Wienhold Erhard Gebler wuchs Hermann Gotthold Hellmut Gebler in einem musischen Elternhaus auf. Bereits in seiner Kindheit interessierte er sich für Literatur, Musik und Malerei. Gefördert wurden diese Begabungen durch den Besuch des Freimaurer Instituts Dresden (ab 1935 Scharnhorst Heimschule), das er 1938 mit dem Abschluss der Mittleren Reife verließ, um 1939 ein Studium zum Textilingenieur an der
Höheren Fachschule für Textilindustrie in Sorau zu beginnen. 1940 wurde das Studium aus Kriegsgründen abgebrochen und es folgte eine Dienstverpflichtung in der chemischen Industrie Wolfen, was zur Folge hatte, dass sich
sein Augenleiden stark verschlechterte. Hier lernte er seine erste Ehefrau Hildegard Schröder kennen. Die Ehe wurde 1957 geschieden. Nach einigen Jahren praktischer Arbeit im väterlichen Betrieb stellte sich schnell heraus, dass er eher künstlerisch tätig sein wollte. Hellmut Gebler begann 1946 ein Privatstudium zum Bühnenbildner bei Gerhard T. Buchholz in Berlin und Gerd Richter in Dresden. Bereits 1947 arbeitete er als Theatermaler / Malvorstand an der Deutschen Volksbühne Dresden (ab 1950 Operettentheater Dresden), ab 1949 im selben Haus als Bühnenbildner. An diesem Haus lernte er die Schneiderin Gisela Engelmann kennen (Tochter von Gerhard Engelmann), die er 1959 in zweiter Ehe heiratete. Aus der Ehe gingen vier Kinder hervor. 1954 wurde er vom Operettentheater Dresden entlassen, weil er die Kollegen zum Streik aufrief, sich am Aufstand des 17. Juni 1953 zu beteiligen.
Eine neue Anstellung fand er als Bühnenbildner an der Städtischen Bühne Quedlinburg mit dem angeschlossenen Bergtheater Thale. 1958 zog die junge Familie nach Putbus auf die Insel Rügen, wo Hellmut Gebler ein Engagement am Theater Putbus erhielt. Zehn Jahre dauerte die Schaffensperiode, bis 1968 mit der Fusion der Theater Greifswald / Stralsund / Putbus das Ensemble in Putbus aufgelöst wurde. So setzte er seine Arbeit 1974 im Theater Greifswald fort. Danach folgten kurze Anstellungen in Prenzlau und Döbeln. Nach kurzer Zeit musste er wegen einer weiteren Verschlechterung seines Augenleidens ausscheiden. Als Invalidenrentner bekam Gebler eine Anstellung als Mitarbeiter für Ausstellungswesen im Kulturhaus Bergen, bis er 1990 in die Altersrente wechselte. Seit den 1970er Jahren konnte sich Hellmut Gebler intensiver mit dem Zeichnen und der Malerei beschäftigen.
Bereits in den Studienjahren wurde diese Neigung geprägt und gefördert. Während der Theaterarbeit machte er die Bekanntschaft von Karl v. Appen, Prof. Josef Hegenbarth, Prof. Wilhelm Lachmit und Prof. Erich F. Reuter.
Anfangs wird sein künstlerisches Schaffen geprägt durch stimmungsvolle romantische Landschaftsmalerei, vorrangig als Aquarell. Mit dem Alter werden die Arbeiten großzügiger und die Motive abstrakter, was sich auch aus seiner zunehmenden Sehschwäche ergibt. Am Ende seines Schaffens sind eine Vielzahl von Zeichnungen und Bilder entstanden, geprägt vom Einfluss seiner Vorbilder, der bekannten Maler, wie Josef Hegenbarth, August Macke oder
Franz Marc, aber auch Wassily Kandinsky und Lyonel Feininger und Max Uhlig. Nicht zuletzt spiegelt sich das Handwerk des Bühnenbildners, dazu die Liebe zur Natur und der Musik in seinem Werk wider. 2000 endet das künstlerische Schaffen von Hellmut Gebler im Alter von 79 Jahren.

## Wirkungsstätten
- 1947–1954 Deutsche Volksbühne Dresden ab 1950 Operettentheater Dresden heute Staatsoperette Dresden / Theatermaler, Malvorstand, Bühnenbildner

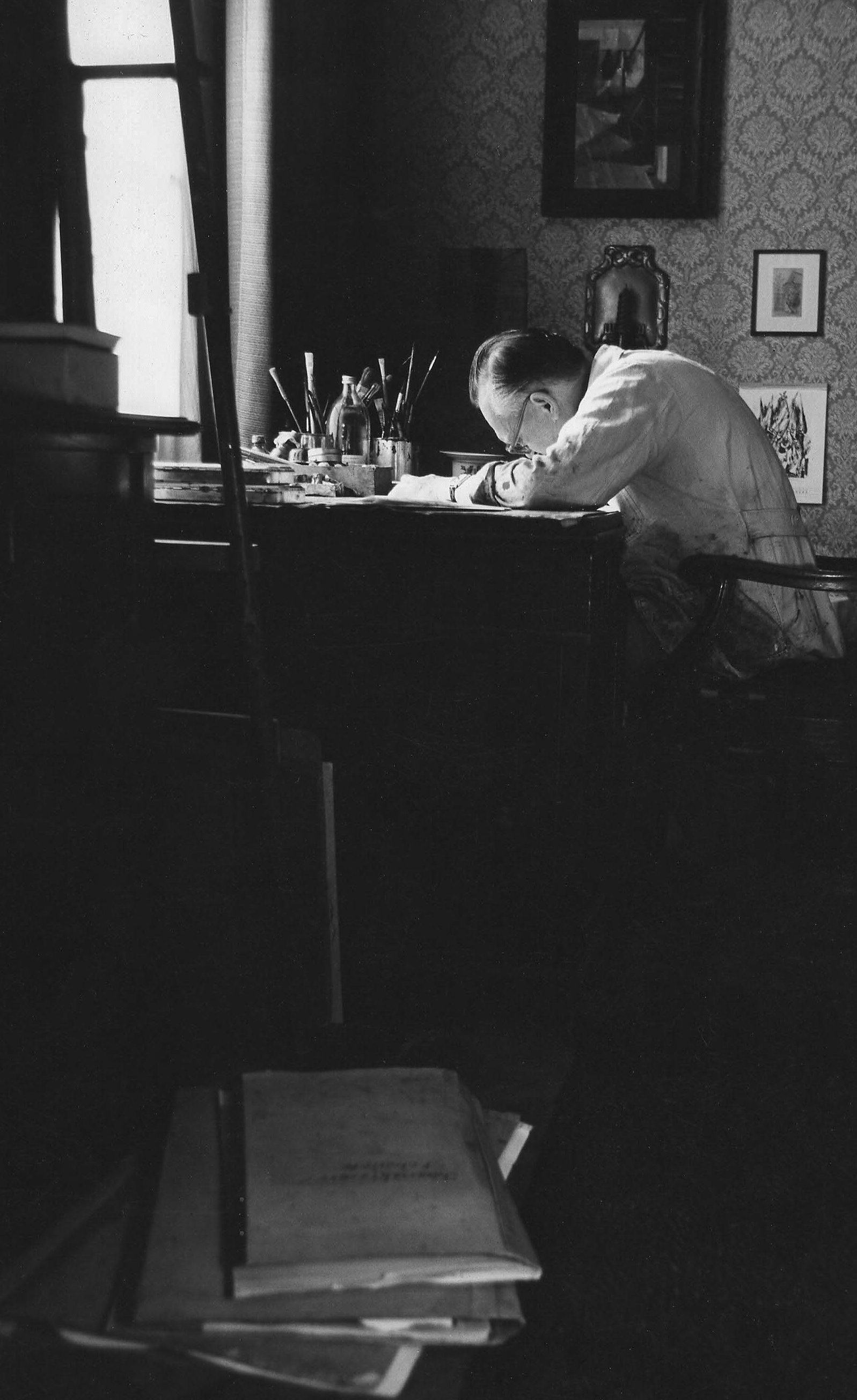
Hellmut Gebler beim Arbeiten 1985

- 1954–1958 Städtische Bühne Quedlinburg / Bühnenbildner und Ausstattungsleiter

- 1958–1968 Theater Putbus / Bühnen- und Kostümbildner
- 1968–1973 Vereinigte Theater Stralsund-Greifswald-Putbus später Theater Greifswald / Bühnen- und Kostümbildner
- 1973–1974 Stadttheater Döbeln (heute Mittelsächsische Theater) / Bühnen- und Kostümbildner
- 1974–1975 Theater Prenzlau / Bühnen- und Kostümbildner
- 1975–1990 Kreiskulturhaus Bergen / Mitarbeiter für Ausstellungswesen

## Ausstellungen
- Dresden
- Berlin
- Stralsund
- 1998 Nykóbing (Dänemark)
- Insel Rügen: Bergen (Rügen), 1996 Garz, 1997, 1998, 2001 Putbus